# Bur-Sim
Bur-Sim (em acádio: 𒀭𒁓𒀭𒂗𒍪; romaniz.: dbur-dEN.ZU), filho de Ur-Ninurta, foi o sétimo rei da primeira dinastia de Isim, uma cidade-estado suméria. Ele reinou por 21 anos, entre 1 895 e 1 874 a.C. (cronologia intermediária) ou entre 1 831 e 1 811 a.C. (cronologia curta). Precedido no trono por seu pai, ele foi sucedido por seu filho Lipite-Enlil. Ele carregava o título de Rei da Suméria e Acádia. Bur-Sim conseguiu conquistar Ur, então mantida por Larsa, embora só tenha conseguido retê-la por três meses. Bur-Sim queria fazer de Isim a potência hegemônica da Baixa Mesopotâmia, embora essa honra, detida por Isim por algumas décadas, já girasse em torno de Larsa.